# Phyllachora tetrasporicola
Phyllachora tetrasporicola är en svampart som beskrevs av Chardón ex Orton 1944. Phyllachora tetrasporicola ingår i släktet Phyllachora och familjen Phyllachoraceae.   Inga underarter finns listade i Catalogue of Life.